# ألبال
البعل أو (نقحرة: ألبال) (بالإسبانية: Albal)‏ هي municipality of Spain تقع في إسبانيا في Horta Sud. يقدر عدد سكانها بـ 15,084 نسمة ومساحتها 7.4 كم2 وترتفع عن سطح البحر 15 متر.

## أعلام
- سلفادور رويز